# Cryptops covertus
Cryptops covertus är en mångfotingart som beskrevs av Chamberlin 1951. Cryptops covertus ingår i släktet Cryptops och familjen Cryptopidae.
Artens utbredningsområde är Angola. Inga underarter finns listade i Catalogue of Life.